# Jaqueline Carvalho
Jaqueline Maria Pereira de Carvalho Endres (Recife, 31 de dezembro de 1983) é uma ex-voleibolista brasileira bicampeã olímpica. Atuava na posição de ponteira-passadora. Casou-se em 2009 com o também jogador de vôlei Murilo Endres.

## Carreira
Criada no bairro Boa Vista de Recife, Jaqueline jogava, paralelamente, basquete - esporte que sua irmã Juliana jogava - e vôlei na escola, até que em 1994, aos 11 anos, optou somente pelo vôlei, pois estava difícil conciliar as duas modalidades com os estudos. Participando de campeonatos escolares, iniciou a sua carreira pelo Sport Club do Recife. Destaque no clube, com 13 anos (em 1996), "olheiros" vindos da cidade de São Paulo a chamaram para fazer um teste em um clube da cidade, o na época, BCN/Osasco. Jaque passou na "peneira" do BCN/Osasco, consequentemente teve que mudar-se de Recife para a cidade de São Paulo. Com pouco tempo, já estava na categoria adulta do BCN/Osasco.
No fim de 2004, já recuperada, porém sem ritmo de jogo, Jaqueline transferiu-se para um clube no Rio de Janeiro, o Rexona/Ades. Depois de uma temporada jogando no clube, a ponteira, que por falta de ritmo estava no banco de reservas, terminou na titularidade do time e conseguiu a sua convocação para a seleção brasileira em abril de 2005.
Em 2006/2007, Jaqueline mudou-se para Itália defendendo Monte Schiavo/Jesi. Em julho de 2007, às vésperas dos Jogos Pan-Americanos de 2007 do Rio de Janeiro, Jaqueline, titular da seleção brasileira, foi pega no exame anti-doping. A acusação tinha origem de um exame feito durante as finais dos campeonato italiano, no mês anterior. Jaqueline foi suspensa preventivamente durante 60 dias. Nesse período, houve audiências para se esclarecer o fato, e a atleta usou como defesa o fato de ter tomado um chá para celulite, que tinha a substância sibutramina, proibida para atletas. Na primeira decisão do julgamento, foi dada uma punição de 9 meses para Jaqueline, o que significava a ausência da atleta em grande parte das competições de 2008 e a volta às vésperas dos Jogos Olímpicos de Pequim 2008. Em 18 de setembro de 2007, após ser investigado tudo que a atleta utilizava, Jaqueline mudou sua defesa sobre o caso. O argumento foi que o produto que tinha como componente a sibutramina era o CLA da IntegralMed, remédio que a atleta tomava com receita médica para queimar gordura (o chá, usando como argumento inicial, era realmente natural). Em junho (mesmo mês em que a atleta fez o exame que acusou o doping), o Comitê Olímpico Brasileiro foi informado sobre a suspensão das atividades da empresa Integralmédica S/A, fabricante do CLA, por contaminação de produtos pela substância. Como Jaqueline estava na Itália e não recebeu a informação, continuou a utilizar o remédio. Com isso, foi feita uma nova avaliação sobre a pena a ser aplicada e houve uma redução de 9 meses para 3 meses, e como Jaqueline já estava suspensa desde julho (a suspensão prévia contou como punição oficial), foi liberada para jogar.
Assim, Jaqueline transferiu-se para o Murcia na Espanha para jogar a temporada 2007/2008, onde conquistou o campeonato espanhol.
Ainda em 2008, Jaqueline retorna à Itália, dessa vez para jogar pelo Scavolini/Pesaro na temporada 2008/2009, sob o comando de José Roberto Guimarães, consagrando-se campeã italiana e melhor jogadora da final do campeonato. No ano seguinte (2009), retorna ao Brasil para defender o Sollys/Osasco, onde tornou-se penta campeã brasileira. Permaneceu em Osasco por mais 3 temporadas, onde conquistou mais um título Brasileiro como Capitã da equipe na temporada 2011/2012, sendo uma das principais jogadoras e pontuadoras da equipe Paulista.
Logo após o vice-campeonato brasileiro em abril de 2013 pelo time do Osasco, Jaqueline anunciou que estava grávida. Arthur, fruto do relacionamento de 12 anos com o também jogador de vôlei Murilo Endres, nasceu em dezembro. A partir do seu nascimento, Jaqueline retomou às atividades físicas, com o objetivo de ainda jogar a fase final da Superliga Brasileira de Voleibol Feminino de 2013–14 - Série A pelo próprio time de Osasco, conforme acordo feito pós anúncio da gravidez. Entretanto, o time alegou entrosamento com as atletas contratadas para aquela temporada, iniciando uma verdadeira saga da atleta por um novo time. O principal empecilho era o ranking de atletas elaborado pela CBV, onde cada jogadora recebe uma pontuação, sendo 7 o teto para as mais valiosas, caso de Jaqueline. Os principais times em São Paulo já tinham duas jogadoras com 7 pontos em seu elenco, e essa quantidade é o limite estabelecido. Jaqueline e outras atletas chegaram a protestar pelo ranking, alegando que essas restrições fazem com que jogadoras importantes saiam do país, caso de Fernanda Garay e Sheilla Castro.
Sem opções para a sua carreira no vôlei em clubes no estado de São Paulo, e desejando ficar pelo Brasil para não separar a família recém-formada com a chegada do filho Arthur, Jaqueline optou por aceitar a proposta do Minas Tênis Clube, onde jogava ex-seleção Carol Gattaz.
Em 2015/2016 foi contratada pela equipe do SESI-SP por ter realizado uma ótima temporada jogando pelo Minas no ano anterior.
Em 2016/2017, a ponteira foi recontratada pelo Minas, onde ao lado de Destinee Hooker e Rosamaria Montibeller levou a equipe a mais uma semi-final emocionante, só sendo definida no último jogo, com a vitória da equipe do Rio. 
Na temporada 2017/2018, Jaque foi peça fundamental na recepção, defesa e ataque do time treinado pelo técnico tricampeão olímpico José Roberto Guimarães, o Hinode Barueri, de São Paulo, Vice Campeão paulista e 5º colocado na Superliga.
Logo após um ano sem jogar, Jaque assinou contrato para a temporada 2019/2020 com o Osasco, retornando ao clube após seis anos e sendo assim uma das contratações mais comentadas da temporada. Permanece em Osasco na temporada 2020/2021, após se destacar no ano anterior não só no passe, como também no ataque, sendo a bola de segurança da levantadora Roberta Ratzke. Sagrou-se Campeã Paulista em 2020 e Terceiro Lugar na Superliga, ao lado de suas companheiras em Osasco.
Em 20 de julho de 2023, Jaqueline anunciou sua volta às quadras. Ela assinou com o Campinas, novo clube do cenário nacional. Jogou o último jogo da equipe no Campeonato Paulista antes de problemas financeiros levarem à sua dissolução em outubro. Jaque eventualmente processou  os donos do clube, que eram sua ex-companheira de seleção Tandara Caixeta e o marido Cléber de Oliveira, pelos direitos trabalhistas não pagos.

## Seleção Brasileira
Em 2001, aos 17 anos, foi convocada para a Seleção Brasileira de Voleibol Feminino Juvenil e fora eleita a melhor jogadora do Campeonato Mundial de Vôlei Juvenil daquele ano. A adolescente jogadora foi apontada por diversos técnicos e pessoas envolvidas no meio do vôlei como grande promessa do esporte no Brasil, o que lhe rendeu a convocação para a Seleção Brasileira de Voleibol Feminino adulta, no mesmo ano de 2001. No auge de sua ascensão, no início de 2002, Jaqueline teve uma contratura no joelho, que acabou por deixar a pernambucana numa mesa de cirurgia para tratar a contusão. Ficou por volta de seis meses sem jogar, recuperando-se. Depois desse período, voltou a treinar e no 2º dia após sua volta, torceu novamente o mesmo joelho e mais uma vez foi submetida a uma cirurgia. Jaqueline também teve complicações com a circulação sanguínea de sua mão (uma trombose com possibilidade de amputação do braço), o que a afastou mais ainda das quadras, deixando-a, inclusive, de fora do Campeonato Mundial Adulto de 2002, dos Jogos Pan-Americanos de Santo Domingo (2003) e dos Jogos Olímpicos de Atenas (2004).
Em 2005, no Grand Prix, foi apontada como estrela da seleção de José Roberto Guimarães, se tornando a jogadora mais completa do time. No ano de 2006, Jaqueline conquistou a medalha de prata no Campeonato Mundial, sendo eleita pela crítica, a melhor brasileira do campeonato. Conquistou também pelo seu time mais uma Superliga Brasileira de Voleibol Feminino de 2006–07.
Em 2008, Jaqueline regressou à seleção brasileira, participando da conquista do Grand Prix de 2008, e da inédita medalha de ouro nos Jogos Olímpicos de Pequim, que consagrou essa a turma do vôlei feminino como a segunda equipe na história a conseguir vencer todos os jogos na fase de classificação por 3 sets a zero (a primeira foi a equipe da Seleção Japonesa). Na semifinal, a equipe encarou as campeãs Olímpicas de 2004, a Seleção Chinesa, e com dois aces seguidos de Jaqueline, o Brasil venceu por 3 a 0 e chegou à sua primeira final olímpica. Na disputa pela medalha de ouro, o Brasil levou a melhor e venceu a equipe da Seleção Estadunidense, terminando a competição sem disputar nenhum tie-break, perdendo apenas um set, exatamente na final.
Em agosto de 2012, depois de uma campanha irregular na 1ªfase e impecável na 2ª fase, a Seleção Brasileira conquistou a segunda medalha de ouro nos Jogos Olímpicos de Londres. Jaqueline, ponteira titular, tornou-se bicampeã olímpica, entrando para a história do voleibol mundial.
Diante deste cenário, o técnico José Roberto Guimarães acolheu Jaqueline na seleção, visando a recuperação do seu ritmo de jogo. Recuperou-se rapidamente e, pela seleção, conquistou o décimo título durante o Grand Prix de Voleibol de 2014 (vencendo a final contra a Seleção Japonesa de Voleibol Feminino) e a medalha de bronze no Campeonato Mundial de Voleibol Feminino de 2014 ocorrido na Itália, ambos como jogadora titular.
Em 2016, a jogadora foi convocada como reserva para os Jogos Olímpicos de Verão de 2016 no Rio de Janeiro, marcando essa a sua terceira convocação para uma olimpíada; porém a seleção sofreu uma eliminação nas quartas pela China e terminou apenas no quinto lugar. Em 13 de julho de 2018, a Jaque anunciou oficialmente através da sua pagina oficial no Instagram, a sua aposentadoria da seleção brasileira.

## Características
Jaqueline tem como principal característica de jogo o seu fundo de quadra, ou seja, a excelência nos fundamentos de recepção e defesa. Na seleção e também no clube onde joga, a pernambucana é a principal jogadora nesses quesitos. Antes de suas contusões no joelho, Jaqueline atuava na posição de oposta, sendo um grande referencial de ataque nas equipes onde jogava. Quando se transferiu para o Rio de Janeiro, após as cirurgias, passou a jogar como ponteira-passadora (além de atacar, adquiriu as responsabilidades de recepção e defesa).
A alegria com que joga e a personalidade absolutamente emotiva é o que a consagra como a jogadora mais carismática do grupo brasileiro atual. Sendo assim, a mais requisitada pela imprensa e pelo mercado publicitário brasileiro, além de ser a mais buscada para fotos e autógrafos pelos fãs após os jogos. Além disso, por sua beleza, feminilidade e sensualidade, é considerada a musa da Seleção Brasileira de Voleibol Feminino.

## Vida pessoal

### Relacionamento
Jaqueline e Murilo Endres se conheceram em 1998, quando ela jogava no BCN/Osasco e ele, no Banespa. Ele, com 16 anos, foi assistir a um treino dela, então com 14 anos, e se encantou. Através de amigos, obteve o número de telefone da jogadora. Desse dia ao início do namoro foram três meses. Depois de anos defendendo clubes na Europa, em 2009, os atletas, já noivos, regressaram ao Brasil para oficializar a relação que já durava cerca de dez anos.
Em 22 de outubro de 2009, casaram no civil, estabelecendo residência e jogando em clubes na cidade de São Paulo.
Em maio de 2011, teve uma gravidez interrompida devido a um aborto espontâneo. Superado o trauma, Jaqueline novamente engravidou; sendo anunciado oficialmente para a mídia e o público, quase na reta final da gestação já. O primeiro filho do casal, Paulo Arthur Carvalho Endres, nasceu em 20 de dezembro de 2013.

## Clubes
| Clube                           | País    | De   | Até  |
| ------------------------------- | ------- | ---- | ---- |
| Sport Club do Recife            | Brasil  | 1994 | 1998 |
| Finasa/Osasco                   | Brasil  | 1999 | 2004 |
| Rexona/Ades                     | Brasil  | 2004 | 2006 |
| Monte Schiavo Banca Marche Jesi | Itália  | 2006 | 2007 |
| Grupo Murcia 2005               | Espanha | 2007 | 2008 |
| Scavolini/Pesaro                | Itália  | 2008 | 2009 |
| Osasco/Nestlé                   | Brasil  | 2009 | 2013 |
| Camponesa/Minas                 | Brasil  | 2014 | 2015 |
| Sesi-SP                         | Brasil  | 2015 | 2016 |
| Camponesa/Minas                 | Brasil  | 2016 | 2017 |
| Barueri Volleyball Club         | Brasil  | 2017 | 2018 |
| Osasco Voleibol Clube           | Brasil  | 2019 | 2021 |
| Campinas                        | Brasil  | 2023 | 2023 |

## Principais conquistas

### Seleção Brasileira de Voleibol FemininoPrincipal
- Campeonato Mundial Infanto-Juvenil: 1999
- Campeonato Mundial Juvenil: 2001
- Campeonato Sul-Americano de Voleibol Feminino: 2005
- Campeonato Sul-Americano de Voleibol Feminino: 2011
- Montreux Volley Masters: 2005
- Montreux Volley Masters: 2006
- Grand Prix de Voleibol: Ouro 2005
- Grand Prix de Voleibol: Ouro 2006
- Grand Prix de Voleibol: Ouro 2008
- Grand Prix de Voleibol: Ouro 2014
- Grand Prix de Voleibol: Ouro 2016
- Torneio de Coumayer: 2005
- Torneio de Coumayer: 2006
- Copa dos Campeões de Voleibol Feminino: Ouro 2005
- Campeonato Mundial de Voleibol Feminino: Prata 2006
- Campeonato Mundial de Voleibol Feminino: Prata 2010
- Campeonato Mundial de Voleibol Feminino: Bronze 2014
- Copa do Mundo de Voleibol Feminino: Prata 2007
- Torneio de Voleibol Final Four: Ouro 2008
- Jogos Olímpicos de Verão: Ouro 2008
- Jogos Olímpicos de Verão: Ouro 2012
- Jogos Pan-Americanos de 2011: Ouro
- Jogos Pan-Americanos de 2015: Prata

## Clubes

### Osasco Voleibol Clube(Brasil)
- Superliga - 2002/2003
- Superliga - 2003/2004
- Campeonato Paulista de Voleibol Feminino - 2001
- Campeonato Paulista de Voleibol Feminino - 2002
- Campeonato Paulista de Voleibol Feminino - 2003
- Sul-Americano de Clubes - 2009
- Sul-Americano de Clubes - 2010
- Sul-Americano de Clubes - 2011
- Sul-Americano de Clubes - 2012
- Superliga - 2009/2010
- Superliga - 2011/2012
- Mundial de Clubes de Vôlei Feminino - 2012
- Campeonato Paulista de Voleibol Feminino - 2012
- Campeonato Paulista de Voleibol Feminino - 2019 (Prata)
- Campeonato Paulista de Voleibol Feminino - 2020
- Superliga - 2021 (Bronze)

### Rio de Janeiro Vôlei Clube(Brasil)
- Campeonato Carioca - 2004
- Superliga - 2004/2005 (Prata)
- Campeonato Carioca - 2005
- Superliga - 2005/2006

### Vóley Murcia(Espanha)
- Copa de La Reina - 2008
- Campeonato Espanhol - 2008

### Volley Pesaro(Itália)
- Supercopa Italiana - 2008
- Copa Itália - 2009
- Campeonato Italiano - 2008/2009

### SESI-SP(São Paulo)
- Campeonato Paulista de Voleibol Feminino de 2015: Prata

### Minas Tênis Clube(Brasil)
- Copa Brasil de Voleibol Feminino de 2017: Prata

## Prêmios e títulos individuais
- Sul-Americano de Clubes  2001 - MVP do Campeonato
- Mundial Juvenil 2001 - MVP do Campeonato
- Campeonato Mundial Adulto  2006 - Melhor Recepção
- Sul-Americano de Clubes 2009 - MVP do Campeonato
- Campeonato Italiano de Voleibol Feminino de 2008/09 - MVP do campeonato
- Superliga Brasileira de Voleibol Feminino de 2009–10 - MVP da Final
- Grand Prix 2010 - Melhor Ataque
- Sul-Americano de Clubes 2011 - MVP do Campeonato e Melhor Saque
- Sul-Americano de Clubes 2012 - Melhor Saque
- Mundial de Clubes de Vôlei Feminino 2012 - Melhor Recepção
- Superliga Brasileira de Voleibol Feminino de 2012–13 - Série A - Melhor Recepção
- Superliga Brasileira de Voleibol Feminino de 2019–20 - Série A - Melhor Ponteira